# Chōkai Sanroku-sen
Chōkai Sanroku-sen (jap. 鳥海山ろく線) – wąskotorowa linia kolejowa w prefekturze Akita w Japonii.
Linia jest niezelektryfikowana i w całości położona na terenie miasta Yurihonjō. Otwierana była w latach 1922-38, a od 1985 jej właścicielem jest Yuri Kōgen Tetsudō.

## Stacje
Na linii tej znajduje się 12 stacji kolejowych:
| Stacja         | Japoński | Odległość (km) | Przesiadki   |
| -------------- | -------- | -------------- | ------------ |
| Ugo-Honjō      | 羽後本荘 | 0,0            | Uetsu-honsen |
| Yakushidō      | 薬師堂   | 2,2            |              |
| Koyoshi        | 子吉     | 4,5            |              |
| Ayukawa        | 鮎川     | 7,4            |              |
| Kurosawa       | 黒沢     | 9,5            |              |
| Magarisawa     | 曲沢     | 10,3           |              |
| Maegō          | 前郷     | 11,7           |              |
| Kubota         | 久保田   | 13,6           |              |
| Nishi-Takisawa | 西滝沢   | 15,7           |              |
| Yoshizawa      | 吉沢     | 17,1           |              |
| Kawabe         | 川辺     | 20,1           |              |
| Yashima        | 矢島     | 23             |              |